# Sea Venom (střela)

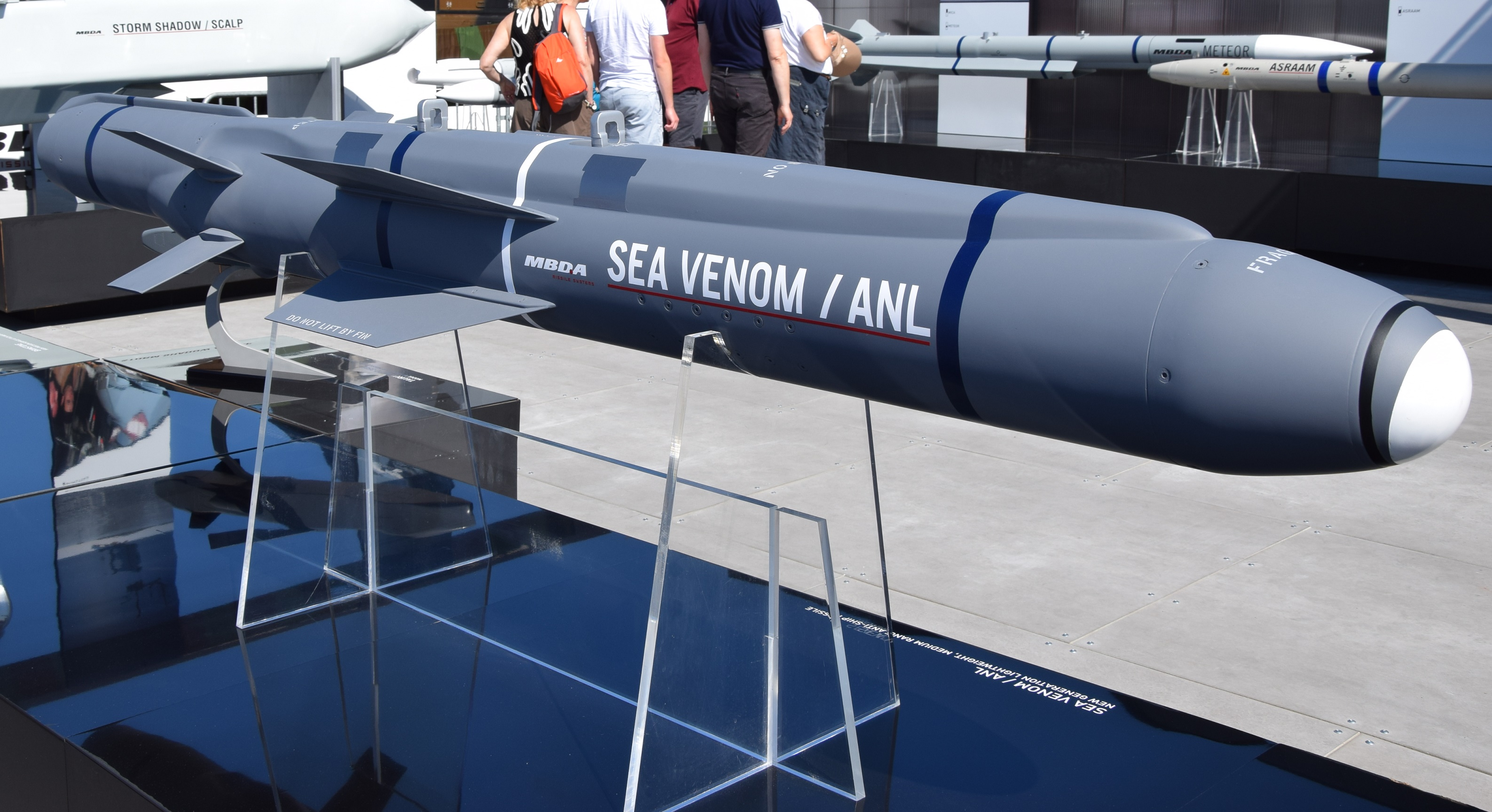
Střela Sea Venom vystavená roku 2019 na Pařížském aerosalonu

Sea Venom je anglo-francouzská vrtulníková lehká podzvuková řízená protizemní a protilodní střela vyvíjená zbrojovkou MBDA pro britské a francouzské námořnictvo. Původní britské označení střely je Anti-Surface Guided Weapon (Heavy) – FASGW(H). Francouzské označení je Anti-Navire Léger (ANL). Střela byla vyvinuta jako náhrada vrtulníkových protizemních střel Sea Skua a AS.15TT. Slouží k vysoce přesným útokům na pozemní cíle a válečné lodě do výtlaku 500 t.
Velká Británie paralelně vyvinula lehčí řízenou střelu Thales Martlet (původně Future Anti-Surface Guided Weapon (Light) – FASGW(L)). Obě střely se mají ve službě navzájem doplňovat.

## Vývoj

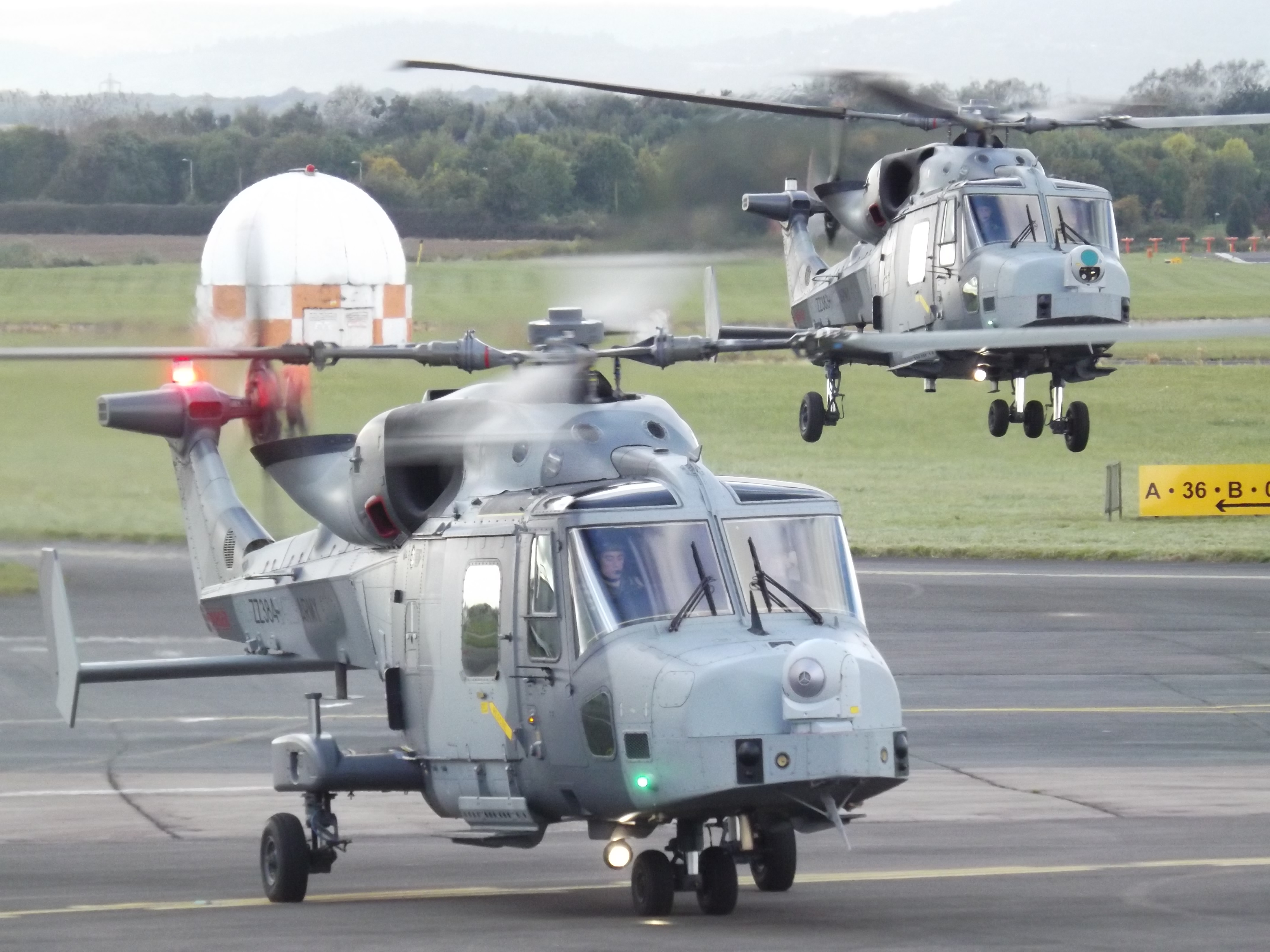
Dvojice vrtulníků AW159 Wildcat

Vlády Spojeného království a Francie oznámily společný vývoj střely Sea Venom v březnu 2008. V červenci 2009 pak byla vývojem střely pověřena evropská zbrojovka MBDA. Základní vývojové práce proběhly do roku 2011. Zařazení střely do služby bylo původně plánováno na rok 2015. Dne 21. června 2017 proběhl první zkušební odpal střely z vrtulníku Panther. Test byl úspěšný. V únoru 2020 střela úspěšně dokončila první sérii zkoušek. Dle původních odhadů měl Sea Venom dosáhnout plných operačních schopností do roku 2023, avšak program postihly průtahy. Na vrtulnících Wildcat nebude střela certifikována dříve, než v roce 2026. Střely Sea Skua přitom námořnictvo vyřadilo roku 2017 a od té doby vrtulníky námořnictva postrádají tento typ výzbroje.
Dne 5. října 2024 střela Sea Venom na střelnici Aberporth ve Walesu úspěšně absolvovala první cvičnou střelbu z vrtulníku Wildcat HMA.2. Střela úspěšně zasáhla cvičný cíl.

## Popis
Střela má hmotnost 110 kg, délku 2,5 m a průměr 0,2 m. Je naváděna infračerveným senzorem, přičemž operátor nad ní má kontrolu pomocí obousměrného datalinku (během útoku například může změnit zvolený cíl). Nosiči střely budou britské vrtulníky AW159 Wildcat, francouzské Panther a evropské NH90.